# Karl Jäger
Karl Jäger (20 septembre 1888 – 22 juin 1959) était un officier SS allemand d'origine suisse et chef d'Einsatzkommando pendant la Seconde Guerre mondiale.

## Jeunesse et carrière

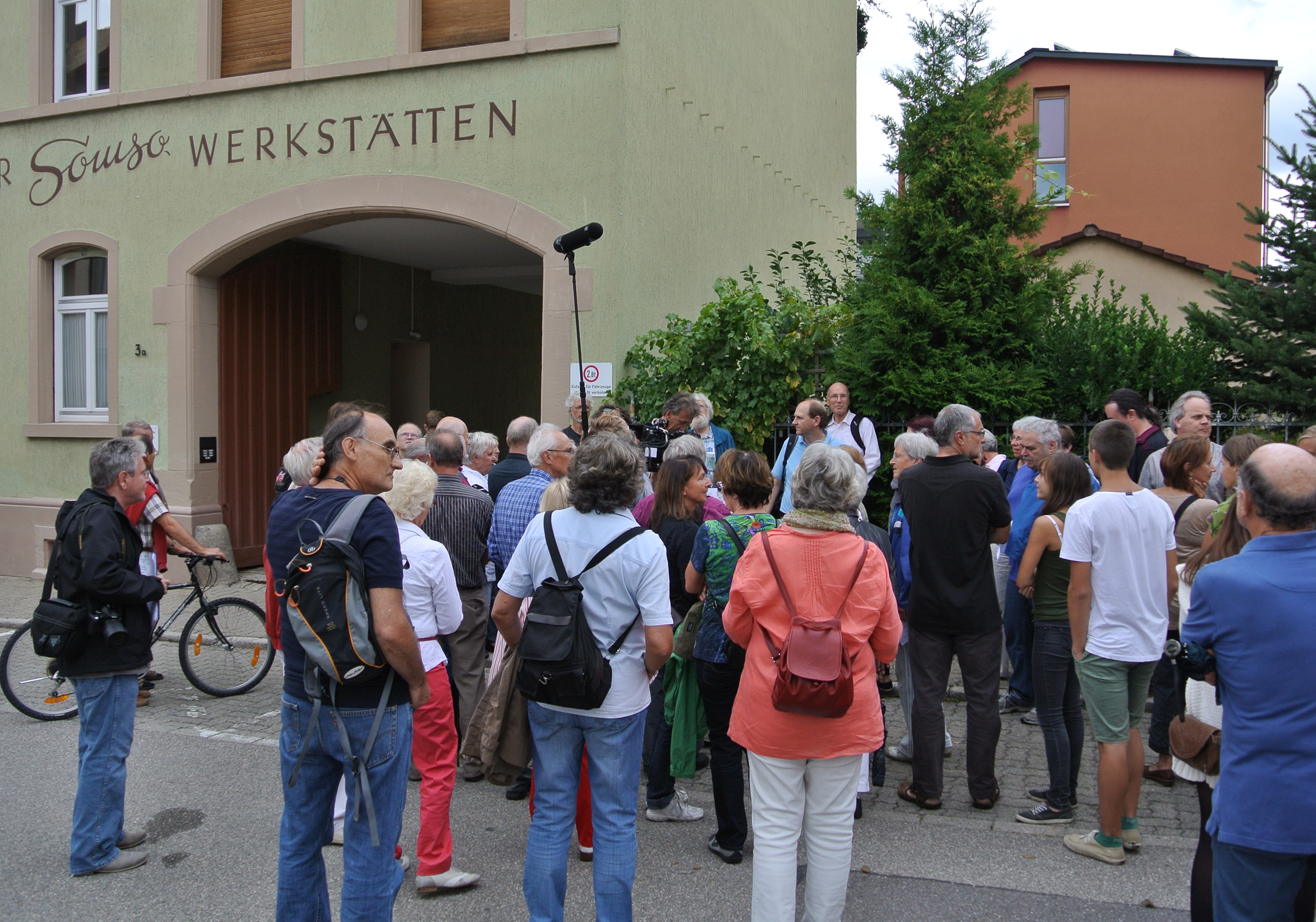
Visite de l'ancienne maison de Karl Jäger, à Waldkirch, en 2013.

Karl Jäger naît en Suisse, à Schaffhouse, le 20 septembre 1888. Il s'engage dans l'Armée allemande et gagne sa Croix de Fer (1re Classe) durant la Première Guerre mondiale. Après la guerre, Jäger devient fabricant d'instruments de musique, où il obtient un poste de direction dans l'usine d'orchestrions Weber à Waldkirch. Il rejoint le NSDAP (n° 359 269) dès 1923. En 1931, la société Weber fait faillite. Au chômage et sans économies, il se sépare de sa femme Emma, leur divorce n'ayant été formalisé qu'en 1940. Il s'engage dans la SS (n° 62 823) en 1932. Sa montée en grade dans cette organisation, alors commandé par Heinrich Himmler, ne débute qu'en 1935.
En poste à Ludwigsbourg puis à Ravensburg en 1935, il est ensuite muté à Münster où, à partir de 1938, il prend la tête de l'office SD local. Le 10 mai 1940, lors de l'invasion des Pays-Bas, il est nommé commandant de l'Einsatzkommando 3, une des unités de l'Einsatzgruppe A.

## Crimes de guerre en Europe de l'Est
Le 22 juin 1941, Adolf Hitler déclenche l’opération Barbarossa. Dès juillet, Karl Jäger et sa cohorte de tueurs SD sont expédiés à Kaunas ; l’indépendance de la Lituanie – annexée par l'URSS depuis 1940 – est immédiatement décrétée. Des pogroms « spontanés » éclatent un peu partout. Environ 3 800 Juifs sont exterminés par les partisans anti-communistes lituaniens dans des conditions épouvantables. Le 25 juin, à peine entrés dans Kaunas, quelques hommes d’une troupe d’avant-garde de la Wehrmacht assistent à un massacre en pleine rue. 
Attaché au groupe d'armées Nord, l'Einsatzgruppe A, commandé par Franz Walter Stahlecker, est le plus meurtrier des quatre Einsatzgruppen. Il a pour mission de traquer, débusquer, et assassiner les Juifs, les Tziganes, les Communistes des États Baltes, sur plusieurs territoires russes (jusqu'à Leningrad). Des quatre Einsatzgruppen opérant dans le sillage de la Wehrmacht lors de l’avancée allemande en URSS, la composition de l’Einsatzgruppe A est la plus connue. Au moment de l'invasion, l'Einsatzgruppe compte 990 hommes organisés en une unité « QG » et quatre sous-groupes : les Sonderkommandos 1A et 1B, et les Einsatzkommandos 2 et 3. L'Einsatzkommando 3, commandé par Karl Jäger, incorpore 141 membres, dont une auxiliaire féminine, un opérateur radio, huit traducteurs, des agents de la Kriminalpolizei, de l'Ordnungspolizei, du SD, et des hommes de la Waffen-SS.
Début juillet 1941, l'Einsatzkommando 3 est chargé de remplacer l'Einsatzkommando 2 (commandé par le SS-Sturmbannführer Rudolf Batz) et l'Einsatzkommando 9 (attaché à l'Einsatzgruppe B), et d’assumer désormais les tueries dans le secteur Vilna-Kaunas. Cette zone contient la communauté Juive la plus grande et la plus influente des régions baltes. Grâce aux efforts de Jacob Gens, chef du ghetto de Vilnius, qui n’a de cesse de ménager des arrangements avec les Allemands, il n’y règne aucune activité de partisans. Mais, contrairement aux juristes et économistes qui commandent les autres Einsatzgruppen ou Einsatzkommandos, Jäger ne voit aucune utilité à tenter de justifier les exécutions en prétendant qu’elles répondent à des actes criminels ou des actions de partisans; les Juifs sont assassinés tout simplement parce qu’ils sont juifs. Le ghetto de Vilnius est rayé de la carte. À Kaunas, le 7 juillet, Jäger convoque cinq prominente juifs où il rejette la responsabilité des violences sur les milices nationalistes lituaniennes, et jure qu’il fera tout pour y mettre un terme. Les Lituaniens ne voulant plus « vivre avec les Juifs », leur « relogement » s'effectue donc entre le 15 juillet et le 15 août. Ils sont amenés et enfermés dans le neuvième fort, une des forteresses construite par les Tsars russes. La première semaine, environ 8 000 Juifs y sont battus et torturés, avant d’être tout simplement liquidés, à l’intérieur et à l’extérieur du fort.

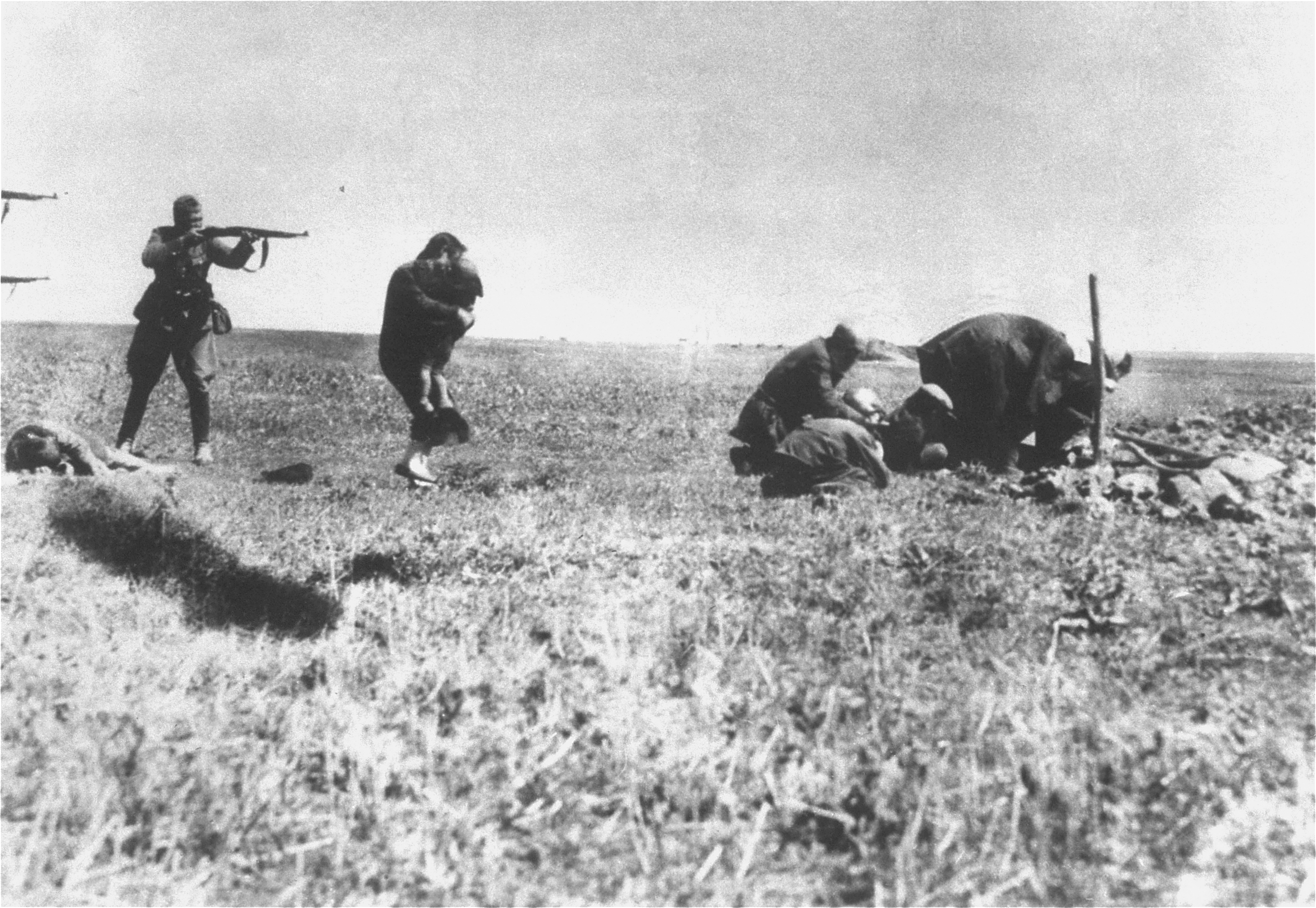
Exécution par les Einsatzgruppen à Ivanhorod, en Ukraine, en 1942. Jäger a organisé des milliers de meurtres comme ceux-ci.

Conformément aux ordres de Stahlecker, Karl Jäger continue de dresser un rapport détaillé des massacres perpétrés par ses troupes. Certains de ces rapports ont survécu à la guerre et sont collectivement appelés « rapport Jäger ».
Réaffecté en Allemagne vers la fin 1943, Jäger est nommé commandant du SD à Reichenberg, dans la région des Sudètes.

## Le rapport Jäger

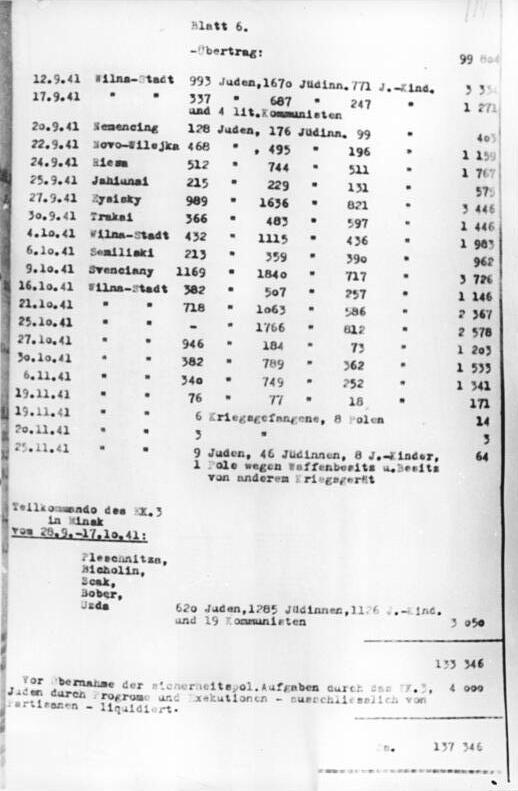
Einsatzkommando 3 — feuille de pointage du rapport Jäger (1941).

Tout comme son collègue, le SS-Obergruppenführer et HSSPF Russland-Nord Friedrich Jeckeln, Karl Jäger met un point d’honneur à ce que tous ses hommes participent ; bravache, il écrit : « À Kaunas, tous les commandants et hommes de mon commando ont participé aux grandes opérations de façon très active ». Seul un homme sera démobilisé pour « mauvaise santé ». D'après le rapport Jäger, le 22 août, des auxiliaires Lettons du Rollkommando Hamann (sous supervision allemande) vident un hôpital psychiatrique à Daugavpils ; imperturbable, le rapport énumère : « malades mentaux : 269 hommes, 227 femmes, 48 enfants : 544... ». Les « fous » sont acheminés par camion vers la petite ville d'Aglona, et liquidés dans des fosses. Il s’avéra par la suite que vingt-quatre d’entre eux ne souffraient d’aucun trouble mental, et que l’autre moitié avait été transférée d'un orphelinat. Les massacres continuent, sans trêve, sans compassion. Traversant la frontière au sud, le Kommando entre maintenant en Lituanie. Le 1er décembre 1941, le rapport (dont les feuillets retrouvés en 1959 ne couvrent que 5 mois d’activité) fait état de 137 346 assassinats. Dans son résumé, Jäger déclare :

« Aujourd'hui, je peux dire que la mission de résoudre le problème Juif en Lituanie a été accomplie par l'Einzatskommando 3. Il n’y a plus de Juifs en Lituanie, mis à part les travailleurs juifs et leurs familles, dont le total est :

- Siauliai : 4 500 env.

- Kaunas : 15 000 env.

- Vilnius : 15 000 env.

J'avais l’intention de tuer les travailleurs Juifs et leurs familles également, mais j'ai dû faire face à de nombreuses plaintes sérieuses de la part du Reichskommissariat et de la Wehrmacht, qui se sont soldées par une interdiction. Ces Juifs et leurs familles ne peuvent être fusillés ! »

Fin décembre, six mois après le début de l’invasion, Franz Walter Stahlecker, maintenant Befehlshaber der Sipo und des SD pour le Reichskommissariat Ostland, peut fièrement annoncer à Berlin l’extermination de 249 420 Juifs.

## Fuite, capture et suicide
Sous une fausse identité, Jäger parvient à échapper aux Alliés. Il rentre en Allemagne, se réinsère dans la société allemande de l’après-guerre, et travaille dans une ferme jusqu’à la découverte de son rapport, en mars 1959. Arrêté la même année, il est inculpé pour crimes de guerre, mais se suicide dans la prison d'Hohenasperg avant le début de son procès en juin 1959.